# باش كند
باش‌ كند هي قرية في مقاطعة ماكو، إيران. عدد سكان هذه القرية هو 403 في سنة 2006.